# Untereisenbach
Untereisenbach (Ënnereesbech oder Eesbech) ist ein Ortsteil der Gemeinde Parc Hosingen im Kanton Clerf im nördlichen Luxemburg. Im Jahre 2005 hatte der Ort 217 Einwohner.
Untereisenbach und das zugehörige Obereisenbach liegen an der Our, gegenüber vom deutschen Übereisenbach. Alle drei Orte bildeten einst das Dorf Eisenbach (Our).